# Студёновский сельсовет (Новосибирская область)
Студёновский сельсове́т — сельское поселение в Карасукском районе Новосибирской области Российской Федерации.
Административный центр — село Студёное.

## История
Статус и границы сельского поселения установлены Законом Новосибирской области от 2 июня 2004 года № 200-ОЗ «О статусе и границах муниципальных образований Новосибирской области»

## Население
| 2002  | 2010  | 2012  | 2013  | 2014  | 2015  | 2016  |
| ----- | ----- | ----- | ----- | ----- | ----- | ----- |
| 1726  | ↘1434 | ↘1413 | ↗1420 | ↗1422 | ↘1404 | ↘1396 |
| 2017  | 2018  | 2019  | 2020  | 2021  |       |       |
| ↘1389 | ↘1371 | ↘1363 | ↘1338 | ↘1314 |       |       |

## Состав сельского поселения
| № | Населённый пункт | Тип населённого пункта       | Население |
| - | ---------------- | ---------------------------- | --------- |
| 1 | Богословка       | село                         | ↘227      |
| 2 | Демидовка        | село                         | ↘25       |
| 3 | Луганск          | село                         | ↗101      |
| 4 | Новокарасук      | село                         | ↗34       |
| 5 | Студёное         | село, административный центр | ↘986      |
| 6 | Шейнфельд        | село                         | ↘61       |

### Упразднённые населённые пункты
Надыркап — упразднённый в 1971 году аул.